# Liste der Nationalstraßen in Griechenland

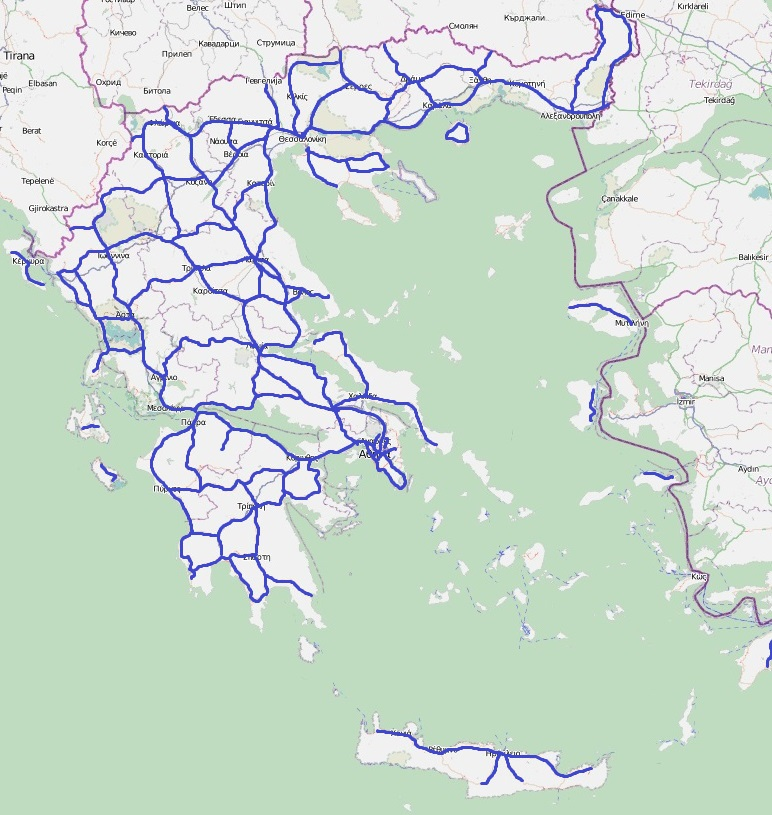

Dies ist eine Liste aller griechischen Nationalstraßen (griechisch Εθνική Οδός, Ethniki Odos, abgekürzt E.O.). Die Erstfestgelegung des nummerierten Netzes erfolgte durch einen Erlass am 9. Juli 1963.

## Systematik der Nummerierung
Die ungerade nummerierten Nationalstraßen  verlaufen von Norden nach Süden (oder umgekehrt), die gerade nummerierten von West nach Ost (oder umgekehrt); in kleineren Streckenabschnitten kann von dieser Richtungsvorgabe abgewichen werden. Mehrere Nationalstraßen können sich auf einzelnen Streckenabschnitten auch die gleiche Trasse teilen.

## Liste der Nationalstraßen Griechenlands
| Nr. / Abkürzung                                         | Zeichen (alt) | Zeichen (neu) | Europastraße(n) | Von (Nord bzw. West)     | Bis (Süd bzw. Ost)      | Via | Quelle(n)         |       |
| ------------------------------------------------------- | ------------- | ------------- | --------------- | ------------------------ | ----------------------- | --- | ----------------- | ----- |
| E.O. 1 (neu)                                            |               |               |                 | Athen                    | Evzoni ( MAZ)           | Verlauf wird durch Autobahn A1 nur bei Deckungsgleichheit mit E.O. 1 (neu) ersetzt: Dekelia – Sfendali – Martino – Atalandi – Kamena Vourla – Thermopyles – Lamia – Stylida – Almyros – Velestino – Larisa – Tempi-Tal – Katerini – Alexandria – Nea Chalkidona – Gefyra – Kastanas – Prochoma – Polykastro – Evzoni | [ 1 ] [ 2 ]       |       |
| E.O. 1 (alt)                                            |               |               |                 | Athen                    | Evzoni ( MAZ)           | Verlauf wird durch Autobahn A1 ersetzt: Dekelia – Sfendali – Martino – Atalanti – Kammena Vourla – Thermopyles – Lamia – Stylida – Almyros – Velestino – Larisa – Tempi-Tal – Katerini – Chalastra (Abzweig nach Thessaloniki) – Gefyra – Polykastro – Evzoni                                                        | [ 1 ] [ 2 ]       |       |
| E.O. 2                                                  |               |               |                 | Krystallopigi ( AL)      | Kipi ( TR)              | Vatochori – Pisoderi – Florina – (Amyndeo durch Neutrassierung) – Edessa – Giannitsa – Nea Chalkidona – Thessaloniki – Langadikia – Amphipolis – Kavala – Toxotes – Xanthi – Porto Lagos – Komotini – Mesti – Alexandroupoli – Feres – Ardanio                                                                       | [ 1 ] [ 2 ]       |       |
| E.O. 3                                                  |               |               |                 | Niki ( MAZ)              | Elefsina                | Florina – Vevi – Amyndeo – Ptolemaida – Kozani – Servia – Elassona – Larisa – Farsala – Lamia – Bralos – Theben – Erythres | [ 1 ] [ 2 ]       |       |
| E.O. 4                                                  |               |               |                 | Kozani                   | Alexandria              | Polymylos – Kastania – Veria | [ 1 ] [ 2 ]       |       |
| E.O. 5                                                  |               |               |                 | Ioannina                 | Rio                     | Filippiada – Arta – Menidi – Amfilochia – Stratos – Agrinio – Mesolongi – Evinochori – Andirrio | [ 2 ] [ 3 ]       |       |
| E.O. 6                                                  |               |               |                 | Igoumenitsa              | Volos                   | Neraida – Ioannina – Metsovo – Katara-Pass – Mourgani – Kalambaka – Trikala – Gonni – Larisa – Velestino | [ 2 ] [ 3 ]       |       |
| E.O. 7                                                  |               |               |                 | Korinth                  | Kalamata                | Nemea – Argos – Tripoli – Megalopoli – Tsakona – Messini | [ 2 ]             |       |
| E.O. 8                                                  |               |               |                 | Athen                    | Patras                  | Alte Straße an der Nordküste der Peloponnes: Elefsina – Megara – Korinth – Kiato – Derveni – Egira – Egio – Rio | [ 2 ]             |       |
| E.O. 8a                                                 |               |               |                 | Athen                    | Patras                  | Neue Trasse etwas abseits der Küste, wird durch die Autobahn A8 ersetzt: Elefsina – Megara – Korinth – Kiato – Derveni – Egira – Egio – Rio | [ 2 ]             |       |
| E.O. 9                                                  |               |               |                 | Patras                   | Methoni                 | Kato Achaia – Andravida – Gastouni – Amaliada – Pyrgos – Zacharo – Kyparissia – Pylos | [ 2 ]             |       |
| E.O. 9a                                                 |               |               |                 | Kalo Nero                | Allagi/Tsakona          | |                   |       |
| E.O. 10                                                 |               |               |                 | Korinth                  | Epidauros               | Isthmia – Loutra Oreas Elenis – Archea Epidavros |                   |       |
| E.O. 12                                                 |               |               |                 | Thessaloniki             | Kavala                  | Serres – Drama | [ 2 ]             |       |
| E.O. 13                                                 |               |               |                 | Elassona                 | Katerini                | Svoronos – Agios Dimitrios – Kallithea | [ 2 ]             |       |
| E.O. 14                                                 |               |               |                 | Drama                    | Xanthi                  | Paranesti – Stavroupolis | [ 1 ] [ 2 ]       |       |
| E.O. 15                                                 |               |               |                 | Agios Germanos           | Mourgani                | Andartiko – Trigono – Koromilia – Kastoria – (alte Trasse: Dispilio – Argos Orestiko – Neo Kostarazi – Vogatsiko) – Neapoli – Siatista – Bara – Grevena – Anixi | [ 1 ] [ 2 ]       |       |
| E.O. 16                                                 |               |               |                 | Thessaloniki             | Ierissos                | Thermi – Galatista – Polygyros – Arnea – Stratoni | [ 1 ] [ 2 ]       |       |
| E.O. 16a                                                |               |               |                 | Agios Prodromos          | Polygyros               | | [ 1 ] [ 2 ]       |       |
| E.O. 17                                                 |               |               |                 | Ioannina                 | Dodoni                  | Pedini | [ 1 ] [ 2 ]       |       |
| E.O. 18                                                 |               |               |                 | Menina                   | Kanalaki                | Paramythia | [ 2 ]             |       |
| E.O. 19                                                 |               |               |                 | Preveza                  | Sagiada                 | Archangelos – Paramythia – Neraida – Filiates | [ 1 ]             |       |
| E.O. 20                                                 |               |               |                 | Ioannina                 | Kozani                  | Kalpaki – Konitsa – Eptachori – Pendalofos – Tsotyli – Neapoli – Bara – Siatista – Vatero | [ 1 ] [ 2 ] [ 3 ] |       |
| E.O. 21                                                 |               |               |                 | Preveza                  | Filipiada               | Louros | [ 2 ]             |       |
| E.O. 22                                                 |               |               |                 | Kakavia ( AL)            | Kalpaki                 | Delvinaki – Tseravina-See | [ 2 ] [ 3 ]       |       |
| E.O. 23                                                 |               |               |                 | Kerkyra (Korfu-Stadt)    | Lefkimmi                | |                   |       |
| E.O. 24                                                 |               |               |                 | Kerkyra (Korfu-Stadt)    | Paleokastritsa          | | [ 2 ] [ 4 ]       |       |
| E.O. 25                                                 |               |               |                 | Kerkyra (Korfu-Stadt)    | Gyros Axilleou          | | [ 2 ] [ 4 ]       |       |
| E.O. 26                                                 |               |               |                 | Elassona                 | Kalambaka               | Krania Elassonas – Deskati | [ 2 ]             |       |
| E.O. 27                                                 |               |               |                 | Amfissa                  | Bralos                  | Eleonas – Gravia | [ 1 ]             |       |
| E.O. 28                                                 |               |               |                 | Larisa                   | Larisa-Flughafen        | | [ 2 ]             |       |
| E.O. 29                                                 |               |               |                 | Distomo/Steni            | Kloster Ossios Lukas    | | [ 2 ]             |       |
| E.O. 30                                                 |               |               |                 | Arta                     | Volos                   | Vourgareli – Pertouli – Elati – Pyli – Trikala – Karditsa – Sofades – Neo Monastiri – Farsala – Mikrothives – (Nea) Anchialos | [ 2 ] [ 3 ]       |       |
| E.O. 31                                                 |               |               |                 | Egio                     | Kalavryta               | Fteri | [ 2 ]             |       |
| E.O. 33                                                 |               |               |                 | Patras                   | Levidi                  | Pigadia – Tripotamo – Panopoulo – Sela | [ 2 ]             |       |
| E.O. 34                                                 |               |               |                 | Volos                    | Chorefto                | Neochori – Tsangarada | [ 2 ]             |       |
| E.O. 34a                                                |               |               |                 |                          | Volos                   | Chorefto | Portaria          | [ 1 ] |
| E.O. 35                                                 |               |               |                 | Zakynthos                | Keri                    | Laganas – Pandokratoras | [ 2 ]             |       |
| E.O. 36                                                 |               |               |                 | Mytilini (Lesbos)        | Kalloni (Lesbos)        | | [ 2 ] [ 4 ]       |       |
| E.O. 38                                                 |               |               |                 | Thermo                   | Lamia                   | Agrinio – Episkopi (Kremasta-See) – Dytiki Frangista – Karpenissi – Makrakomi – Lianokladi | [ 1 ] [ 2 ]       |       |
| E.O. 39                                                 |               |               |                 | Tripoli                  | Gythio                  | Sparta | [ 2 ]             |       |
| E.O. 40                                                 |               |               |                 | Agrinio                  | Agrinio-Flughafen       | | [ 2 ]             |       |
| E.O. 42                                                 |               |               |                 | Lefkada                  | Amfilochia              | Vonitsa – Loutraki | [ 2 ]             |       |
| E.O. 44                                                 |               |               |                 | Thiva                    | Karystos                | Chalkida – (Neutrassierung: Umgehung Nea Lampsakos) – Aliveri – (Lepoura) | [ 2 ]             |       |
| E.O. 46                                                 |               |               |                 | Thiva                    | Tanagra-Flugplatz       | | [ 2 ]             |       |
| E.O. 48                                                 |               |               |                 | Thiva                    | Andirrio                | Livadia – Arachova – Delphi – Amfissa – (alte Trasse: Lidoriki – Xiropigado) – Itea – Galaxidi – Nafpaktos | [ 2 ]             |       |
| E.O. 50                                                 |               |               |                 | Argostoli                | Sami                    | | [ 2 ]             |       |
| E.O. 51                                                 |               |               |                 | Ardanio                  | Kastanies ( TR)         | Soufli – Didymoticho – Orestiada | [ 1 ] [ 2 ]       |       |
| E.O. 53                                                 |               |               |                 | Alexandroupoli           | Trigono ( BG)           | Esimi – Derio | [ 1 ] [ 2 ]       |       |
| E.O. 54                                                 |               |               |                 | Athen                    | Rafina                  | Stavros | [ 1 ] [ 2 ]       |       |
| E.O. 55                                                 |               |               |                 | Xanthi                   | Nymfea ( BG)            | Echinos | [ 2 ]             |       |
| E.O. 56                                                 |               |               |                 | Athen                    | Piräus                  | | [ 2 ]             |       |
| E.O. 57                                                 |               |               |                 | Drama                    | Exochi ( BG)            | Protossani – Kato Nevrokopi | [ 1 ] [ 2 ]       |       |
| E.O. 58                                                 |               |               |                 | Elefsina                 | Elefsina-Flughafen      | | [ 1 ] [ 2 ]       |       |
| E.O. 59                                                 |               |               |                 | Mesorachi                | Amphipolis              | | [ 1 ] [ 2 ]       |       |
| E.O. 60                                                 |               |               |                 | Megara                   | Megara-Flughafen        | | [ 1 ] [ 2 ]       |       |
| E.O. 62                                                 |               |               |                 | Samos (Stadt)            | Karlovasi               | | [ 2 ] [ 4 ]       |       |
| E.O. 63                                                 |               |               |                 | Christos                 | Promachonas ( BG)       | Sidirokastro – Neo Petritsi – Koula | [ 2 ]             |       |
| E.O. 64                                                 |               |               |                 | Flughafen Araxos         | Kato Achaia             | [ 2 ] |                   |       |
| E.O. 65                                                 |               |               |                 | Thessaloniki             | Loutra                  | Kilkis – Nea Sanda | [ 1 ] [ 2 ]       |       |
| E.O. 66                                                 |               |               |                 | Nemea                    | Levidi                  | Psari – Skotini – Kandila | [ 2 ]             |       |
| E.O. 67                                                 |               |               |                 | Thessaloniki             | Flughafen Thessaloniki  | Kalamaria – Mikra | [ 2 ]             |       |
| E.O. 68                                                 |               |               |                 | Fychtia                  | Mykene                  | | [ 5 ] [ 2 ]       |       |
| E.O. 69                                                 |               |               |                 | Limenas (Thasos)         | Limenaria (Thasos)      | | [ 1 ] [ 2 ]       |       |
| E.O. 70                                                 |               |               |                 | Korinth                  | Argos                   | Nea Epidavros – Palea Epidavros – Nafplio | [ 2 ]             |       |
| E.O. 71                                                 |               |               |                 | Nea Anchialos            | Nea Anchialos-Flughafen | | [ 2 ]             |       |
| E.O. 72                                                 |               |               |                 | Tripoli                  | Tripoli-Flughafen       | | [ 1 ] [ 2 ]       |       |
| E.O. 73                                                 |               |               |                 | Kratygos (Lesbos)        | Thermi (Lesbos)         | Mytilini | [ 4 ]             |       |
| E.O. 74                                                 |               |               |                 | Pyrgos                   | Tripoli                 | Olympia – Vytina – Levidi | [ 2 ]             |       |
| E.O. 75                                                 |               |               |                 | Kallimasia (Chios)       | Chios (Stadt)           | Kardamyla | [ 2 ] [ 4 ]       |       |
| E.O. 76                                                 |               |               |                 | Olympia                  | Megalopolis             | Andritsena | [ 2 ]             |       |
| E.O. 77                                                 |               |               |                 | Chalkida                 | Loutra Edipsou          | Nea Artaki – (Neutrassierung: Umgehung Psachna) – Istea – Edipsos | [ 2 ] [ 1 ]       |       |
| E.O. 78                                                 |               |               |                 | Andravida                | Andravida-Flughafen     | | [ 2 ]             |       |
| E.O. 79                                                 |               |               |                 | Agios Merkourios         | Skala Oropou            | Milesi | [ 1 ] [ 2 ]       |       |
| E.O. 80                                                 |               |               |                 |                          | Areos-Flughafen         | | [ 2 ]             |       |
| E.O. 81                                                 |               |               |                 | Ini (Oini)               | Amfiario                | Kapandriti – Kalamos | [ 1 ] [ 2 ]       |       |
| E.O. 82                                                 |               |               |                 | Pylos                    | Sparta                  | Kalamata – Messini – Velika – Chatzi | [ 2 ]             |       |
| E.O. 83                                                 |               |               |                 | Athen                    | Rafina                  | Kifisia – Ini (Oini) – Marathon | [ 1 ] [ 2 ]       |       |
| E.O. 84                                                 |               |               |                 | Sparta                   | Mystras                 | | [ 5 ] [ 2 ]       |       |
| E.O. 85                                                 |               |               |                 | Rafina                   | Lavrio                  | Porto Rafti | [ 1 ] [ 2 ]       |       |
| E.O. 86                                                 |               |               |                 | Gythio                   | Monemvasia              | Krokees – Molai | [ 2 ]             |       |
| E.O. 87                                                 |               |               |                 | Pallini (Attika)         | Spata (Attika)          | | [ 1 ] [ 2 ]       |       |
| E.O. 88                                                 |               |               |                 | Rhodos (Stadt)           | Flughafen Maritsa       | | [ 4 ]             |       |
| E.O. 89                                                 |               |               |                 | Glyka Nera/Stavros       | Sounio                  | Lavrio | [ 2 ]             |       |
| E.O. 90                                                 |               |               |                 | Kissamos                 | Sitia                   | Kastelli – Kolymbari – Galatas – Mournies – Chania – Rethymno – Iraklio – Gournes – Chersoniso – Malia – Agios Nikolaos – Pachia Ammos | [ 2 ] [ 4 ]       |       |
| E.O. 91                                                 |               |               |                 | Athina (Syngrou)         | Sounio                  | Vouliagmeni – Varkiza – Lagonissi – Palea Fokea | [ 1 ] [ 2 ]       |       |
| E.O. 92                                                 |               |               |                 | Kastelli                 | Kastelli (Flughafen)    | | [ 2 ] [ 4 ]       |       |
| E.O. 94                                                 |               |               |                 | Chania                   | Souda (Flughafen)       | | [ 2 ]             |       |
| E.O. 95                                                 |               |               |                 | Rhodos (Stadt)           | Lindos                  | Kolymbia | [ 2 ]             |       |
| E.O. 97                                                 |               |               |                 | Iraklio                  | Agia Galini             | Festos – Mires – Tymbaki | [ 2 ] [ 4 ]       |       |
| E.O. 99                                                 |               |               |                 | Iraklio                  | Knossos / Arkalochori   | | [ 2 ]             |       |
| Als Nationalstraße klassifiziert, aber nicht nummeriert |               |               |                 |                          |                         | |                   |       |
| E.O. ???                                                |               |               |                 | Ioannina-Universität     | Ioannina-Flughafen      | Umgehungsstraße Ioannina | [ 3 ]             |       |
| E.O. ???                                                |               |               |                 | Igoumenitsa              | Sagiada ( AL)           | Nea Selefkia – Kalamas-Staudamm – Asprokklisi – Sagiada | [ 3 ]             |       |
| E.O. ???                                                |               |               |                 | Thessaloniki-Lachanagora | Kalamaria               | Evosmos – Efkarpia – Sykies – Triandria – Pylea – Charilaou | [ 1 ]             |       |
| E.O. ???                                                |               |               |                 | Thessaloniki-Zentrum     | Nea Moudania            | Flughafen Thessaloniki – Kato Scholari – Nea Kallikratia – Nea Plagia | [ 1 ]             |       |
| E.O. ???                                                |               |               |                 | Igoumenitsa              | Vonitsa                 | Morfi – Glyki – Preveza – Preveza-Aktio-Tunnel – Flughafen Aktio | [ 1 ] [ 3 ]       |       |
| E.O. ???                                                |               |               |                 | Liti (Thessaloniki)      | Neo Petritsi            | Nea Sanda – Kilkis (Westumgehung) – (Abzweig Doirani – Mazedonien) – Drosato – Rodopolis | [ 1 ]             |       |
| E.O. ???                                                |               |               |                 | Eleousa-West             | Eleousa-Ost             | | [ 1 ]             |       |
| E.O. ???                                                |               |               |                 | Lamia-West               | Lamia-Süd               | | [ 1 ]             |       |
| E.O. ???                                                |               |               |                 | Larisa-West (Gyrtoni)    | Larisa-Süd (Nikea)      | | [ 1 ]             |       |